# Windom (Minnesota)
Windom é uma cidade localizada no estado americano de Minnesota, no Condado de Cottonwood.

## Demografia
Segundo o censo americano de 2000, a sua população era de 4490 habitantes.
Em 2006, foi estimada uma população de 4341, um decréscimo de 149 (-3.3%).

## Geografia
De acordo com o United States Census Bureau tem uma área de
9,7 km², dos quais 9,2 km² cobertos por terra e 0,5 km² cobertos por água. Windom localiza-se a aproximadamente 415 m acima do nível do mar.

## Localidades na vizinhança
O diagrama seguinte representa as localidades num raio de 24 km ao redor de Windom.